# Aysenoides terricola
Aysenoides terricola is een spinnensoort in de taxonomische indeling van de buisspinnen (Anyphaenidae).
Het dier behoort tot het geslacht Aysenoides. De wetenschappelijke naam van de soort werd voor het eerst geldig gepubliceerd in 2003 * door M. J. Ramírez.